# Sámánfa
A sámánfa vagy samánfa (Albizia saman) a hüvelyesek (Fabales) rendjébe, ezen belül a pillangósvirágúak (Fabaceae) családjába tartozó növényfaj. A „samán” elnevezés közép- vagy dél-amerikai eredetű, „esőfa” vagy „az eső fája” jelentéssel bír, egyes források szerint a magyar „sámán” szóra csak hasonlít, így a sámánfa elnevezés kerülendő; azonban a Priszter Szaniszló magyar botanikus növénynévszótárában „sámánfa”-ként van megnevezve.

## Előfordulása
A sámánfa sok helyütt meghonosodott; őshazája Közép-Amerika, egészen az Amazonas-medencéig.

## Megjelenése
Koronája terebélyes, a magasságánál jelentékenyen szélesebb. Az ágakat csaknem mindig epifitonok borítják. A virágzatok púderpamacsszerűek, kívül rózsaszínűek, belül fehérek. Legfeljebb 30 méter magas fa, törzse többnyire csak néhány méteres, ágai lapos szögben emelkednek felfelé. A korona körülbelül 50 méter átmérőjű, ernyő alakú, laposan boltozott. Kétszeresen szárnyalt, levélkéi kisméretűek, ép szélűek, kissé ferde-elliptikusak, éjszaka és erősen felhős időben páronként összecsukódnak. A levelek szórt állásúak. A virág kisméretű, a „púderpamacsot” nagyszámú porzószál és kevés bibeszál alkotja, a többi virágszerv jelentéktelen. A virágok körülbelül 5 centiméter átmérőjű, fejecskeszerű virágzatokban fejlődnek. Termése megnyúlt, akár 30 centiméter hosszú, gyakran gyengén görbült, nagyméretű babhüvelyre emlékeztet.

## Egyéb
A sámánfa alatt olykor napos időben is úgy érezzük, hogy esik az eső. Egy tajtékos kabócafaj él rajta, amely megszúrja a fát annak nagy cukortartalmú levéért, a fölösleges vizet pedig azonnal kiüríti magából. Egyenként ezek a cseppecskék alig érzékelhetők, ám ha a rovarok tömegesen elszaporodnak, szinte „esőzik” a korona. Mivel a samánfa impozáns méreteket ér el, ezért többnyire egyesével, terekre ültetik.

## Képek

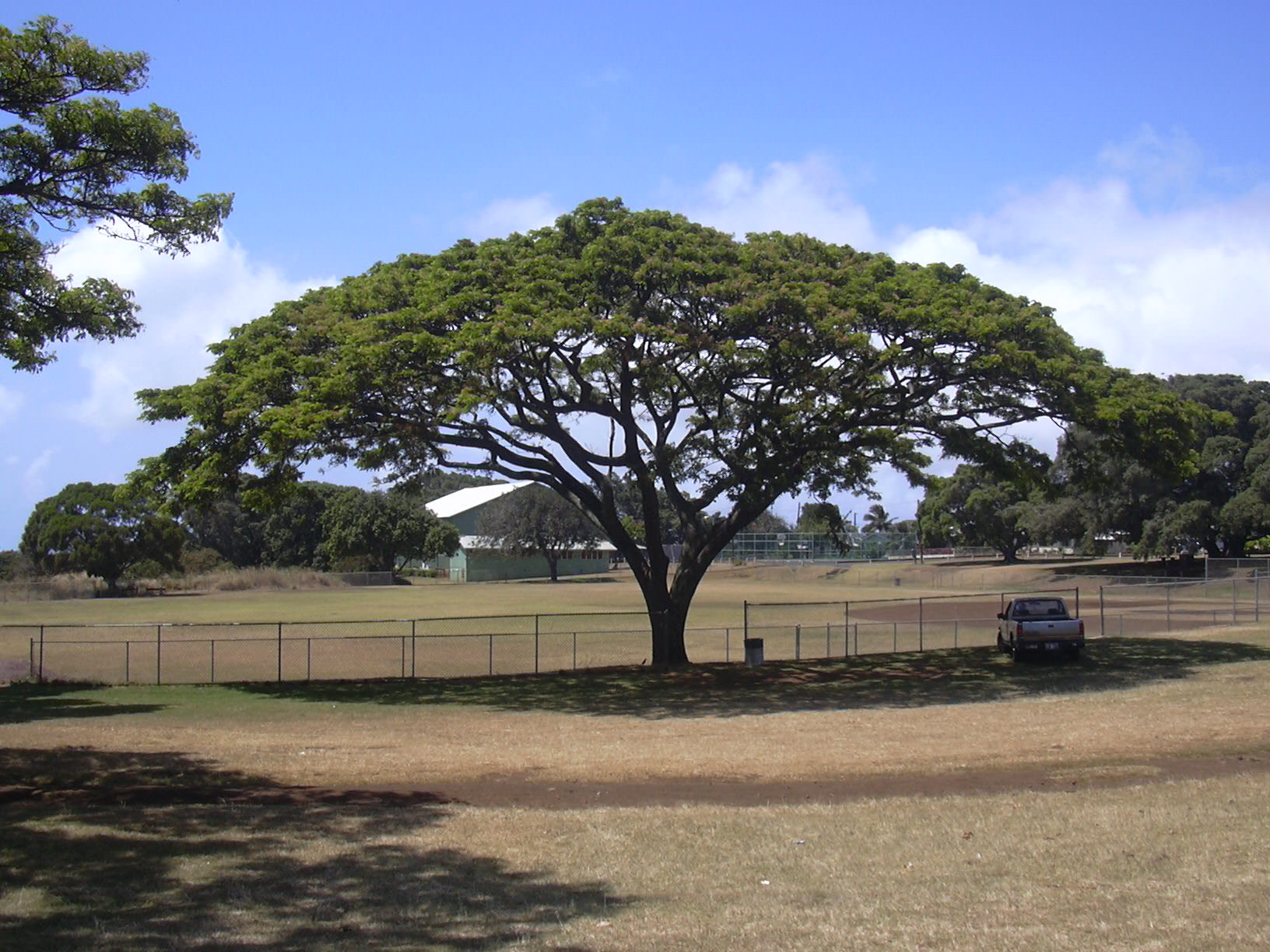
A növény
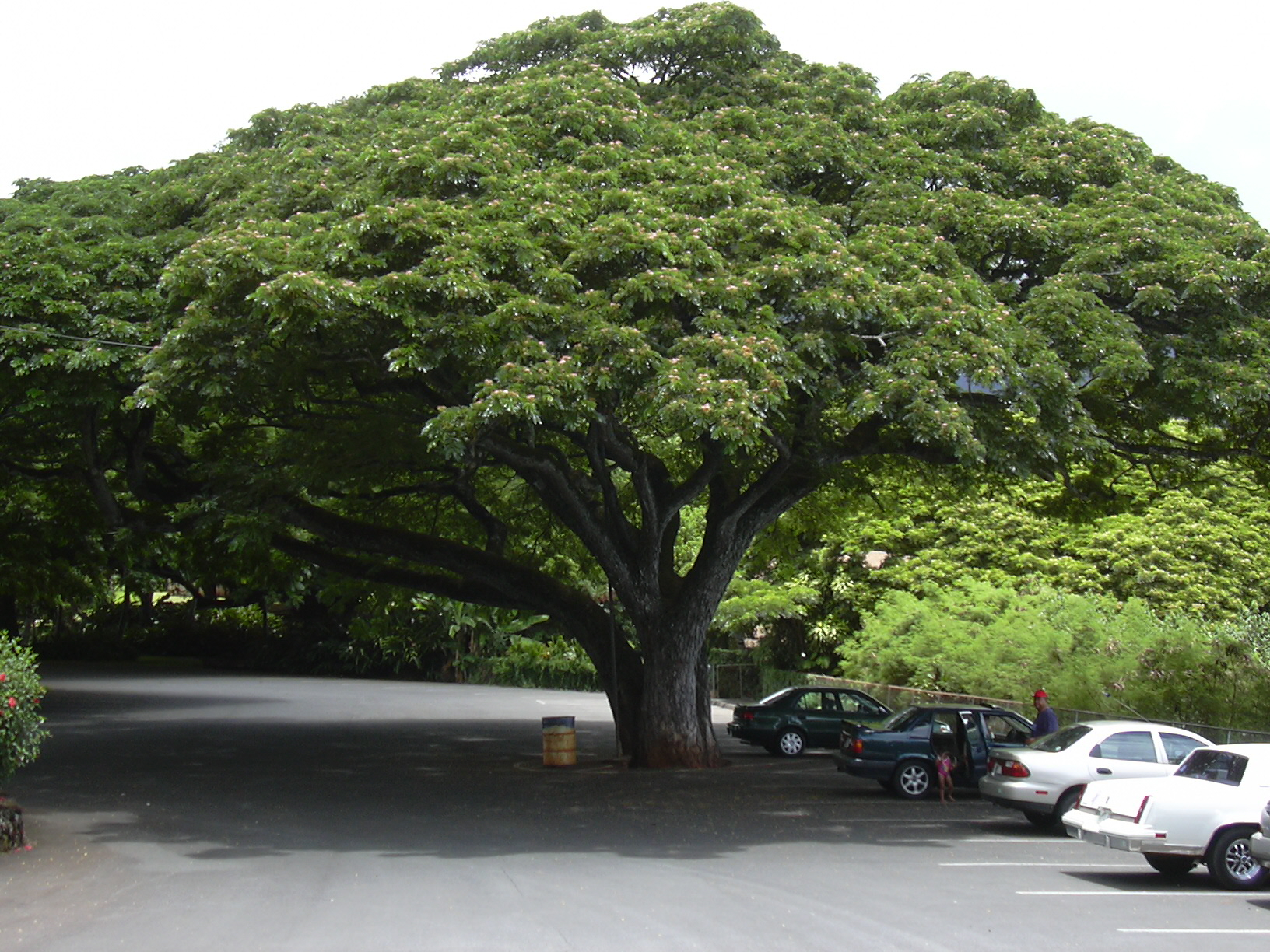
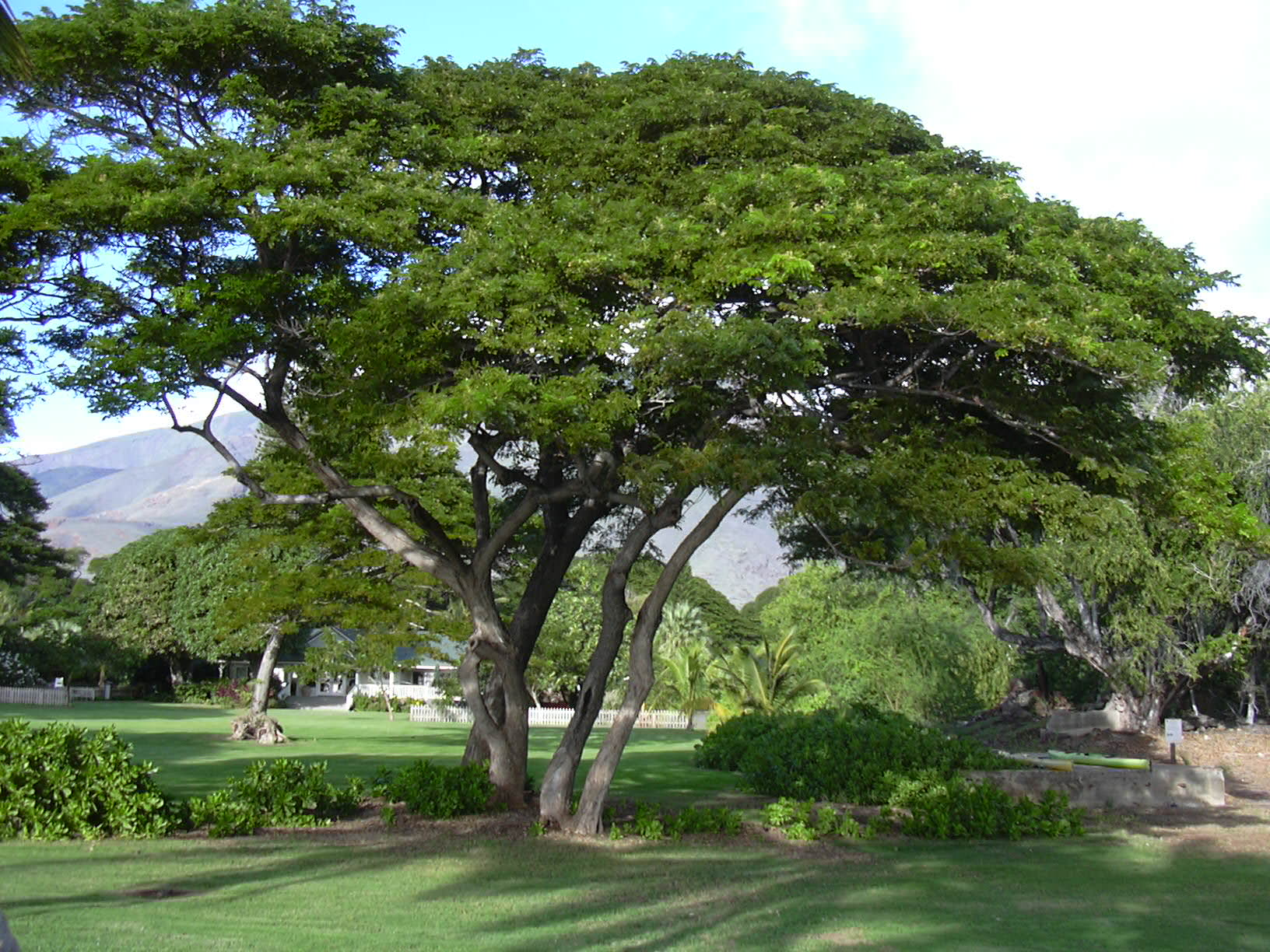
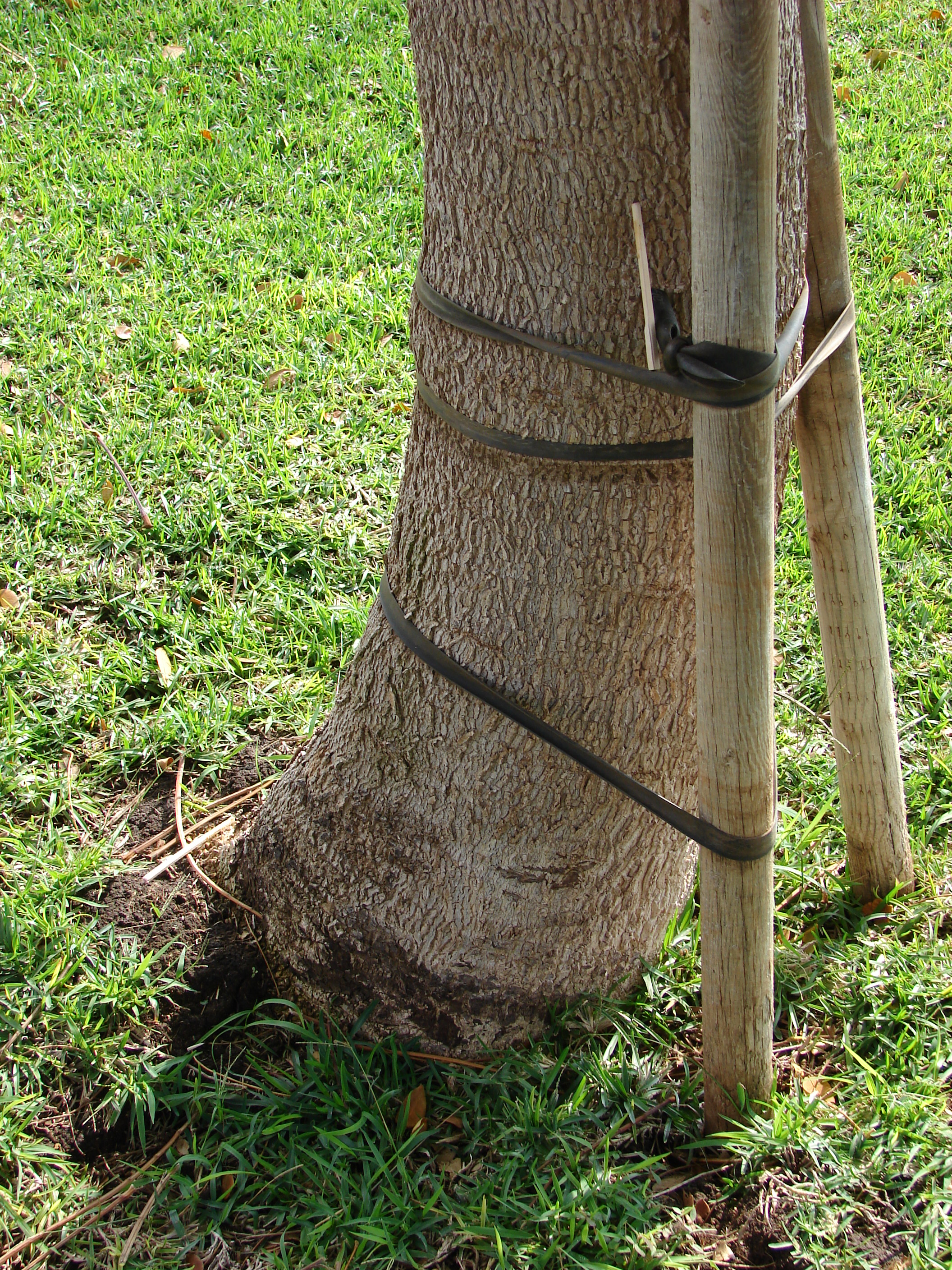
Törzse,
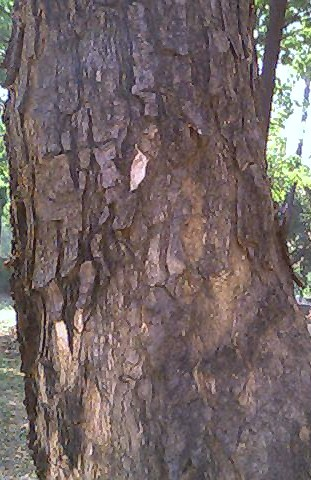
kérge
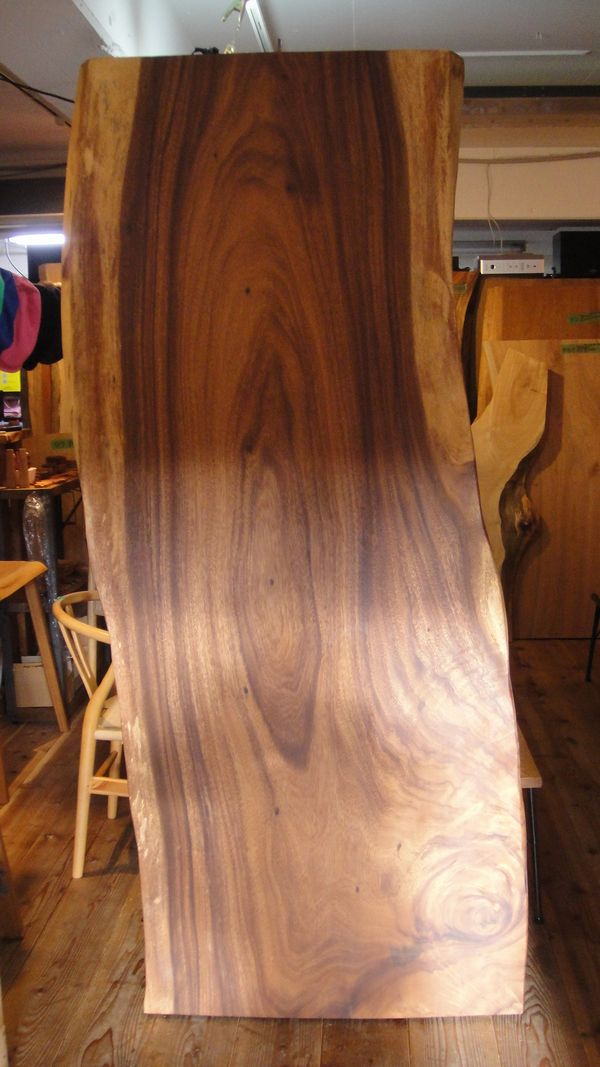
és faanyaga
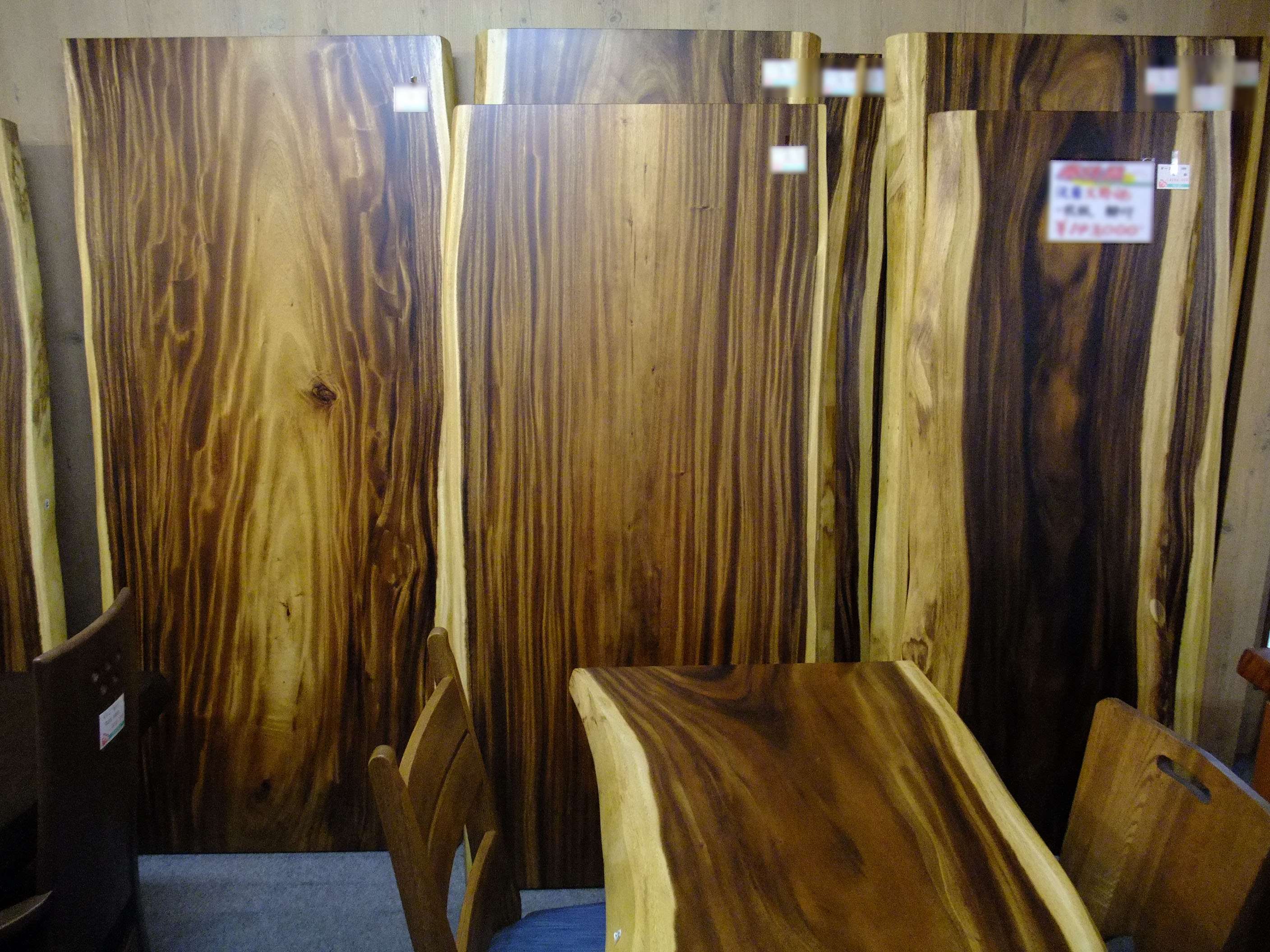
Sámánfából készült bútorok
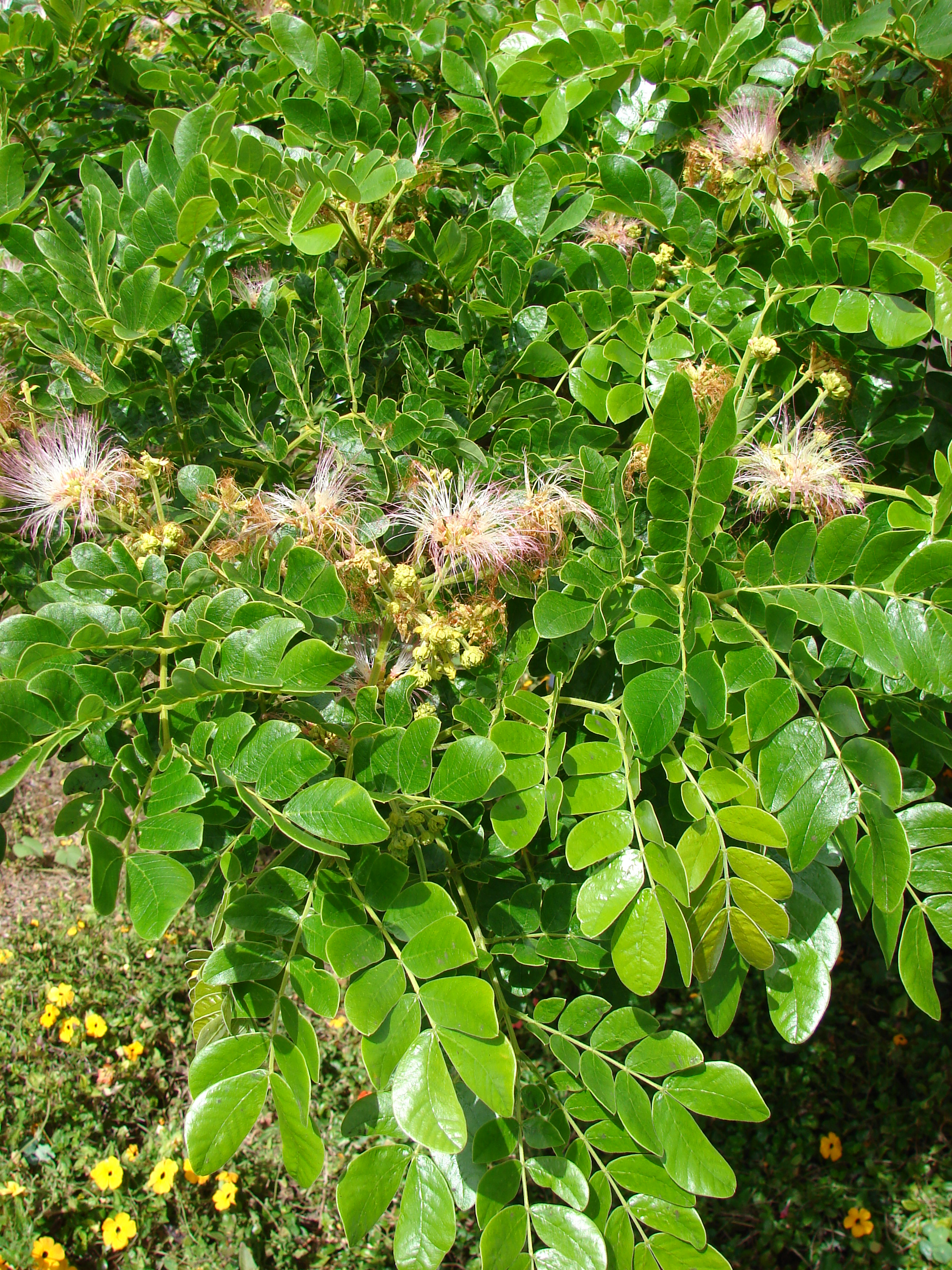
Lombja,
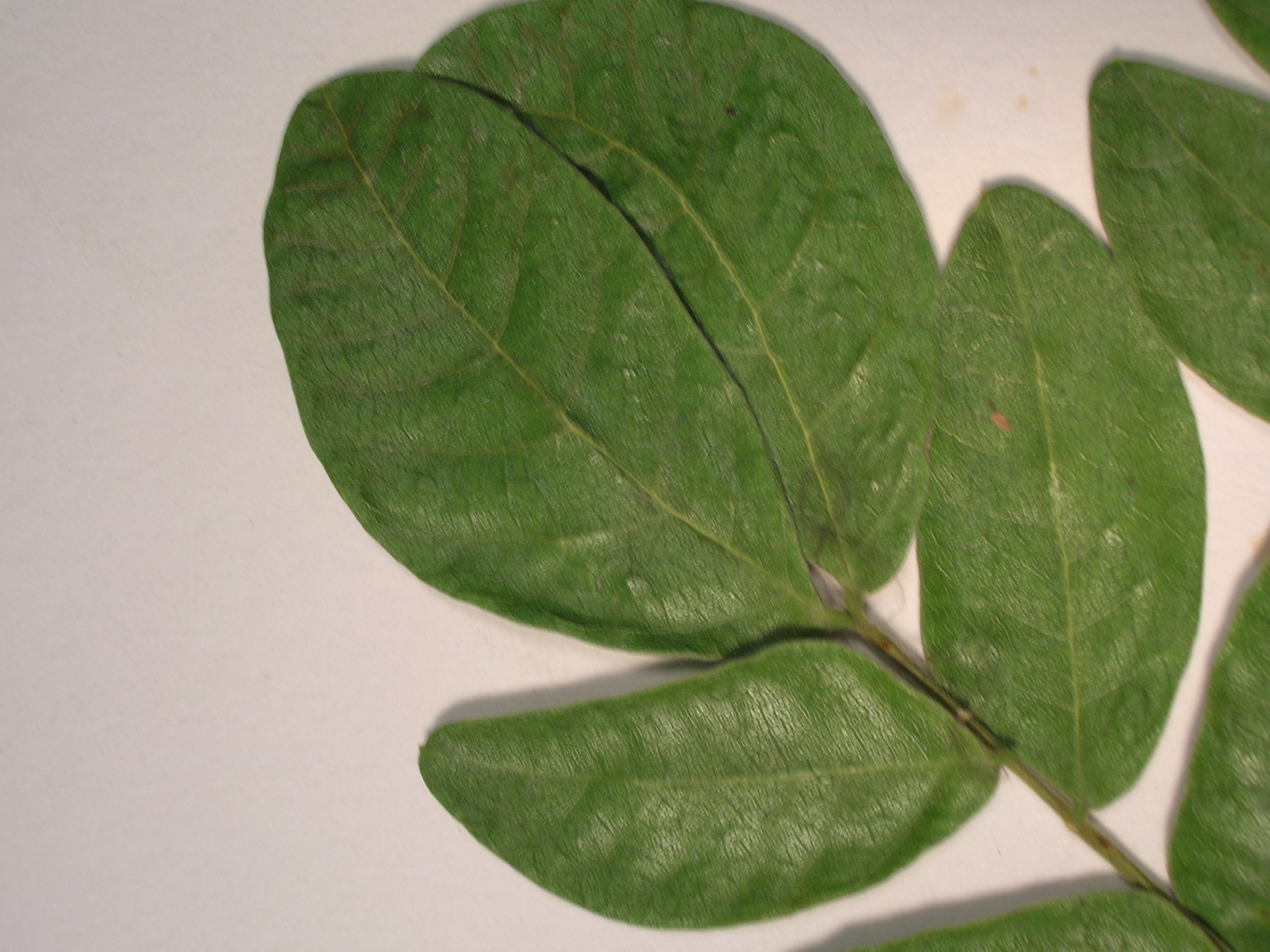
levelei és
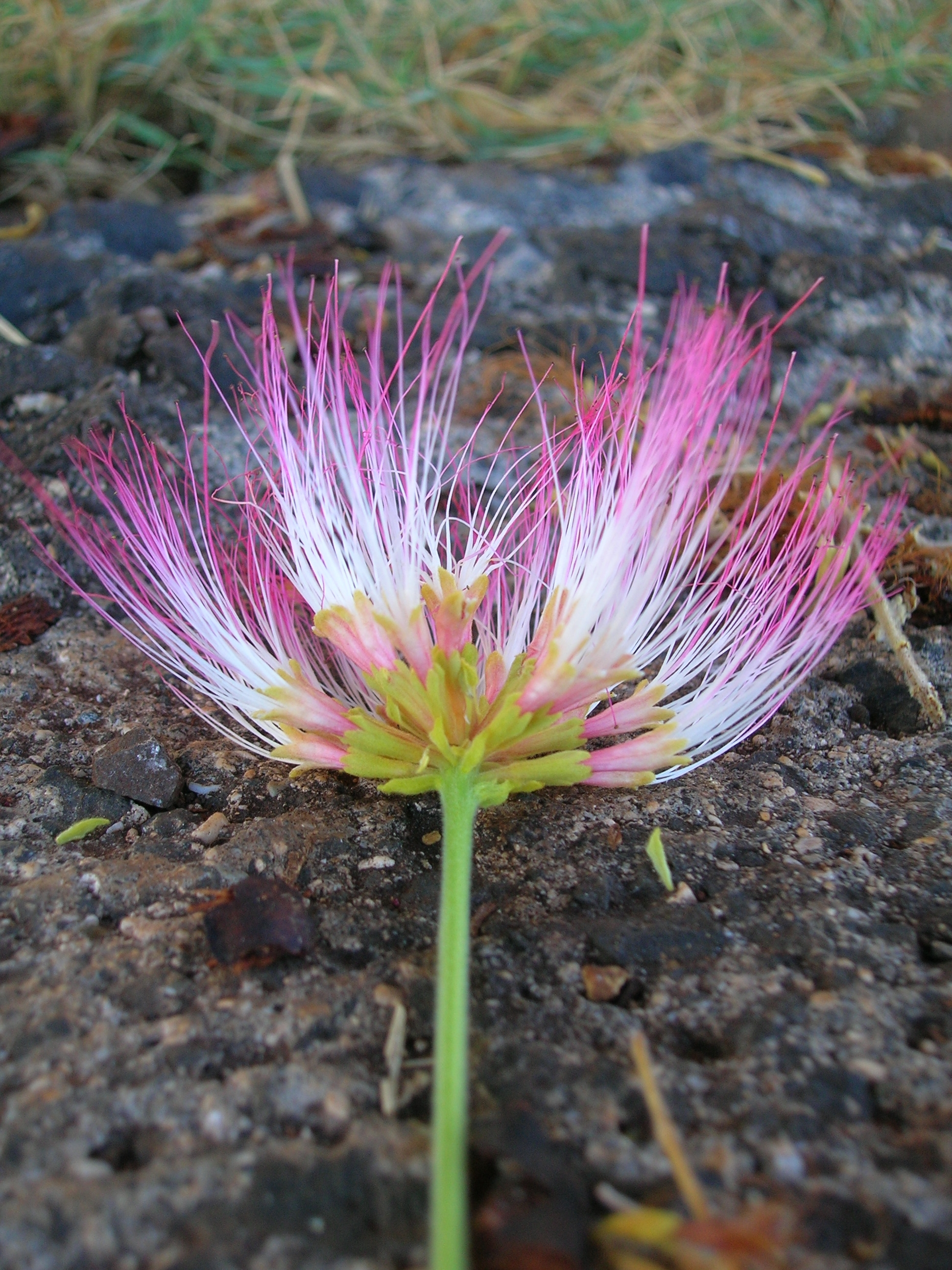
pamacsos virága
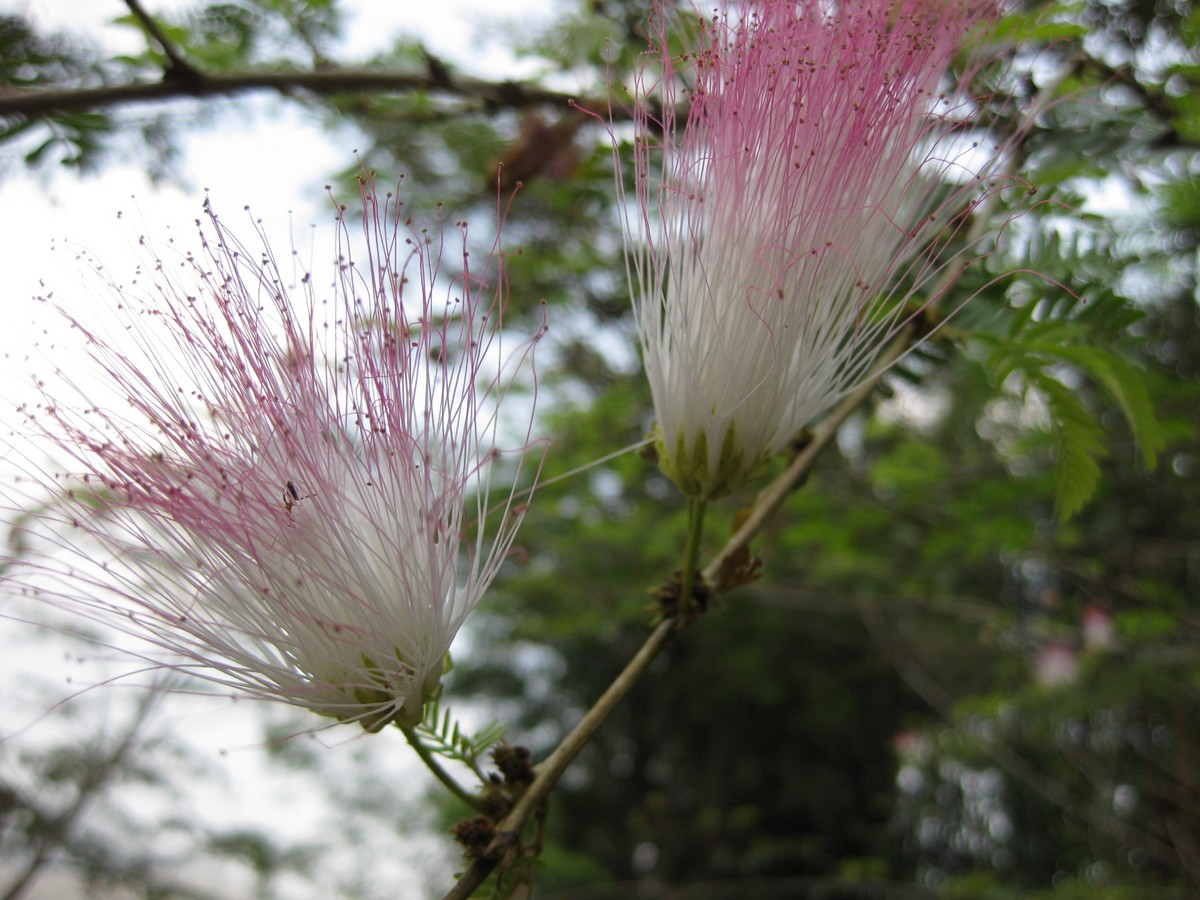
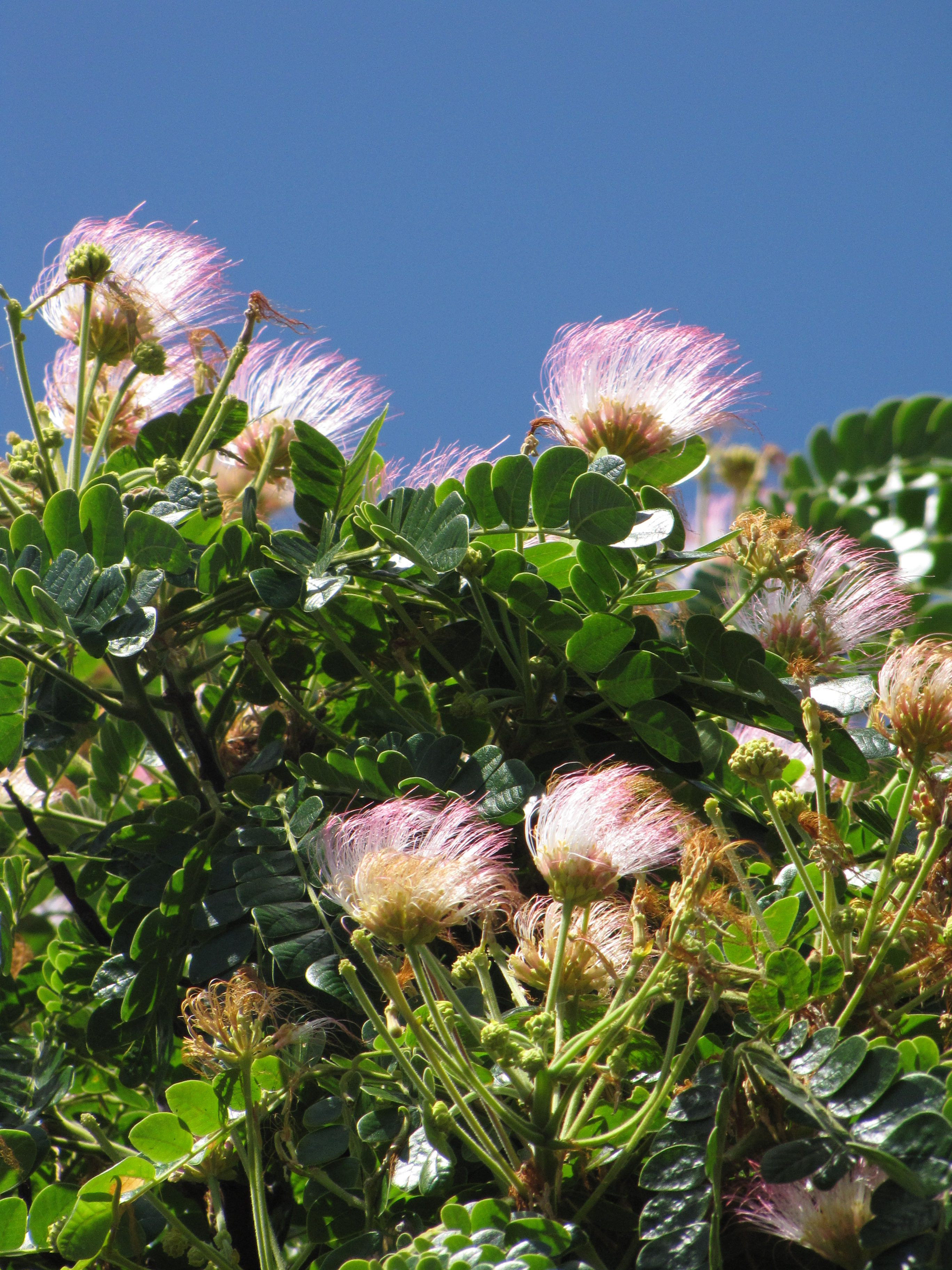
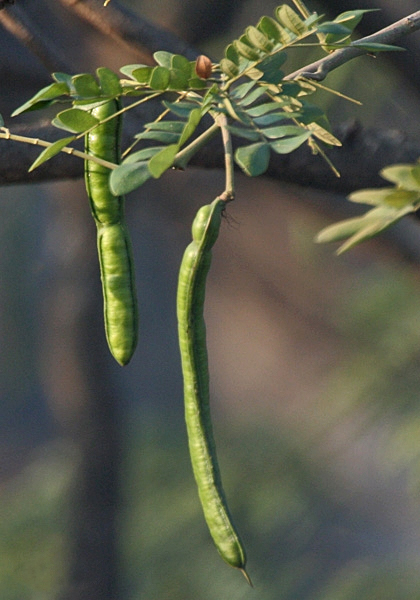
Érettlen termései
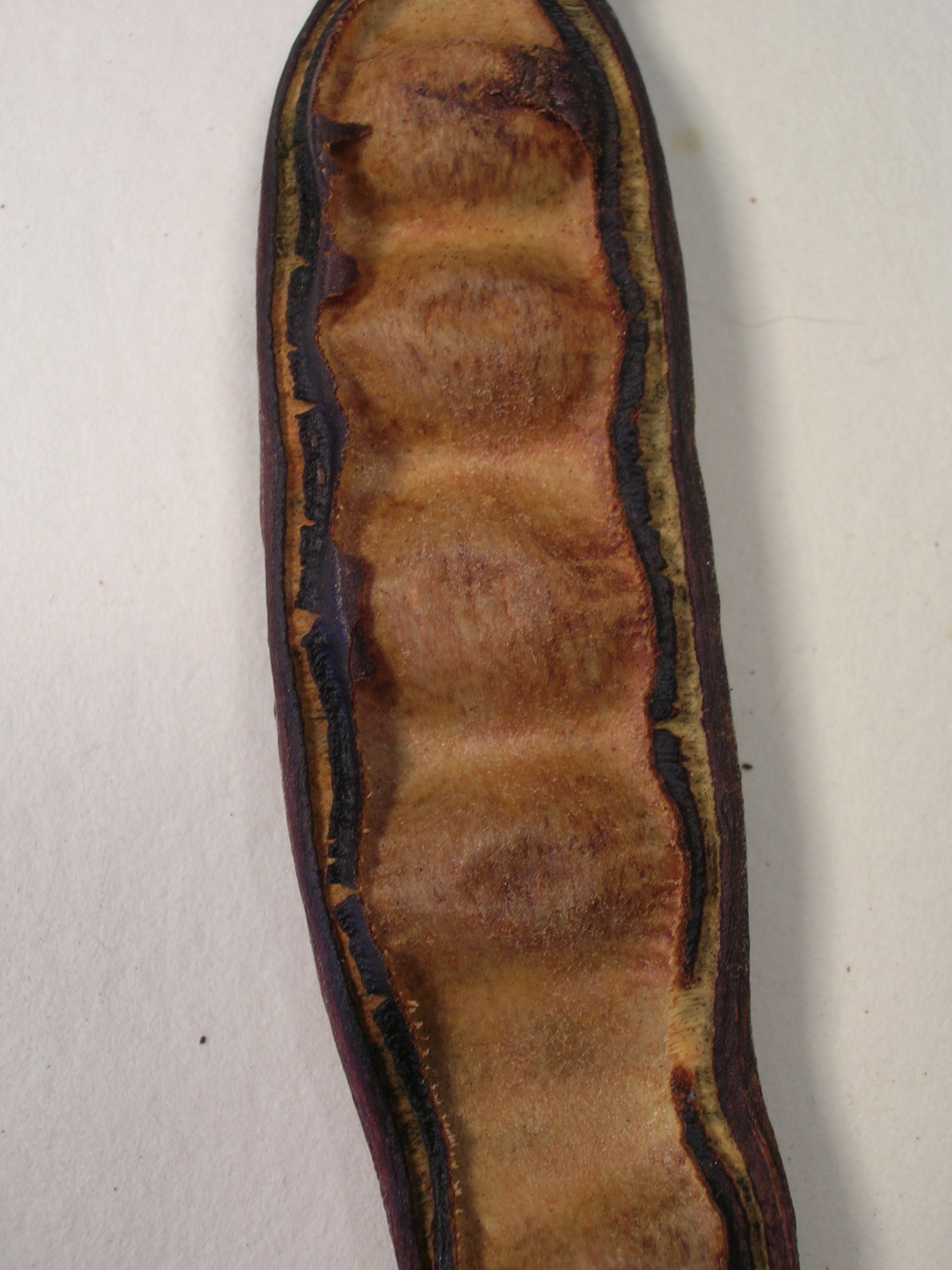
Érett termése
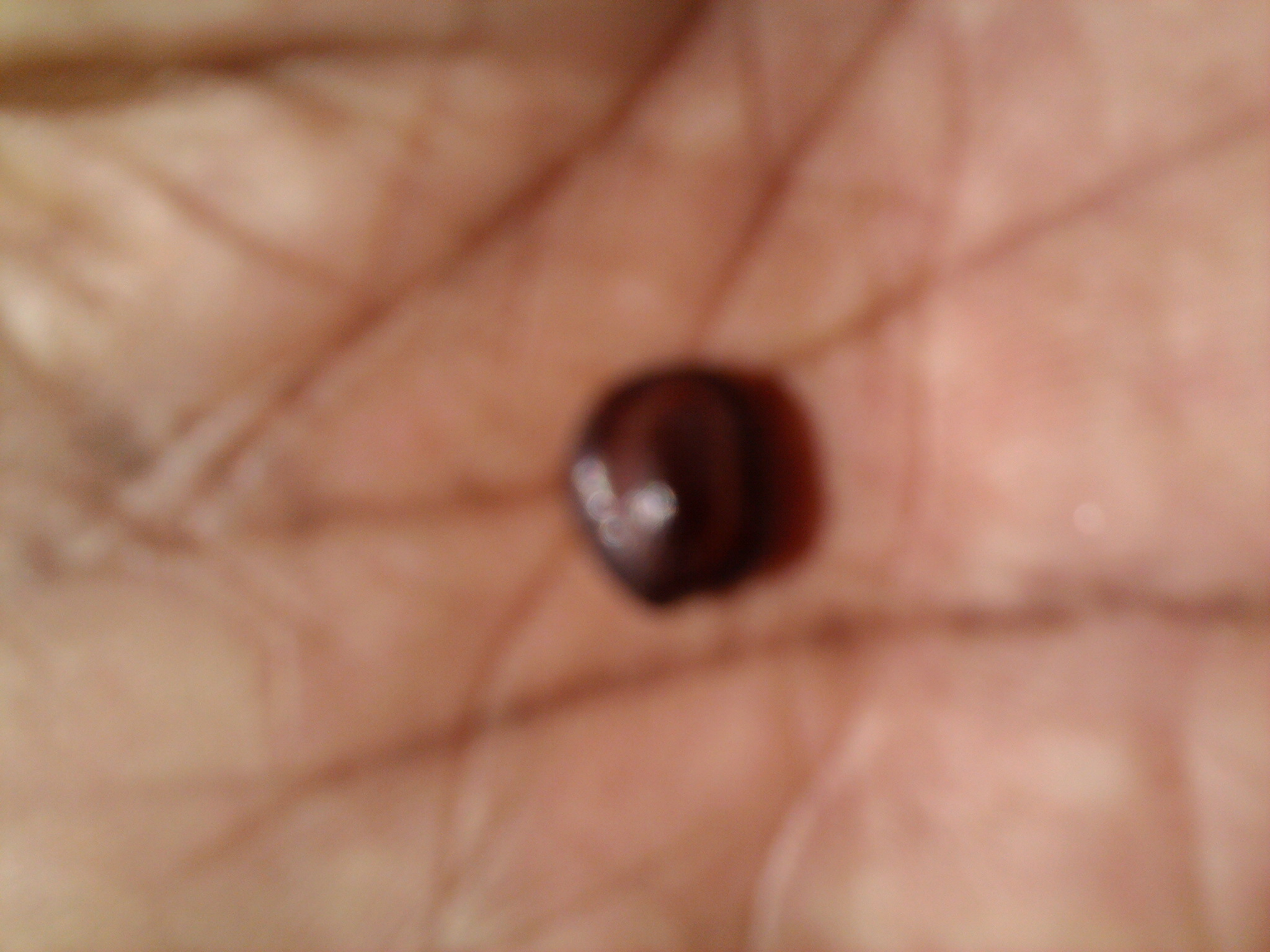
Magva
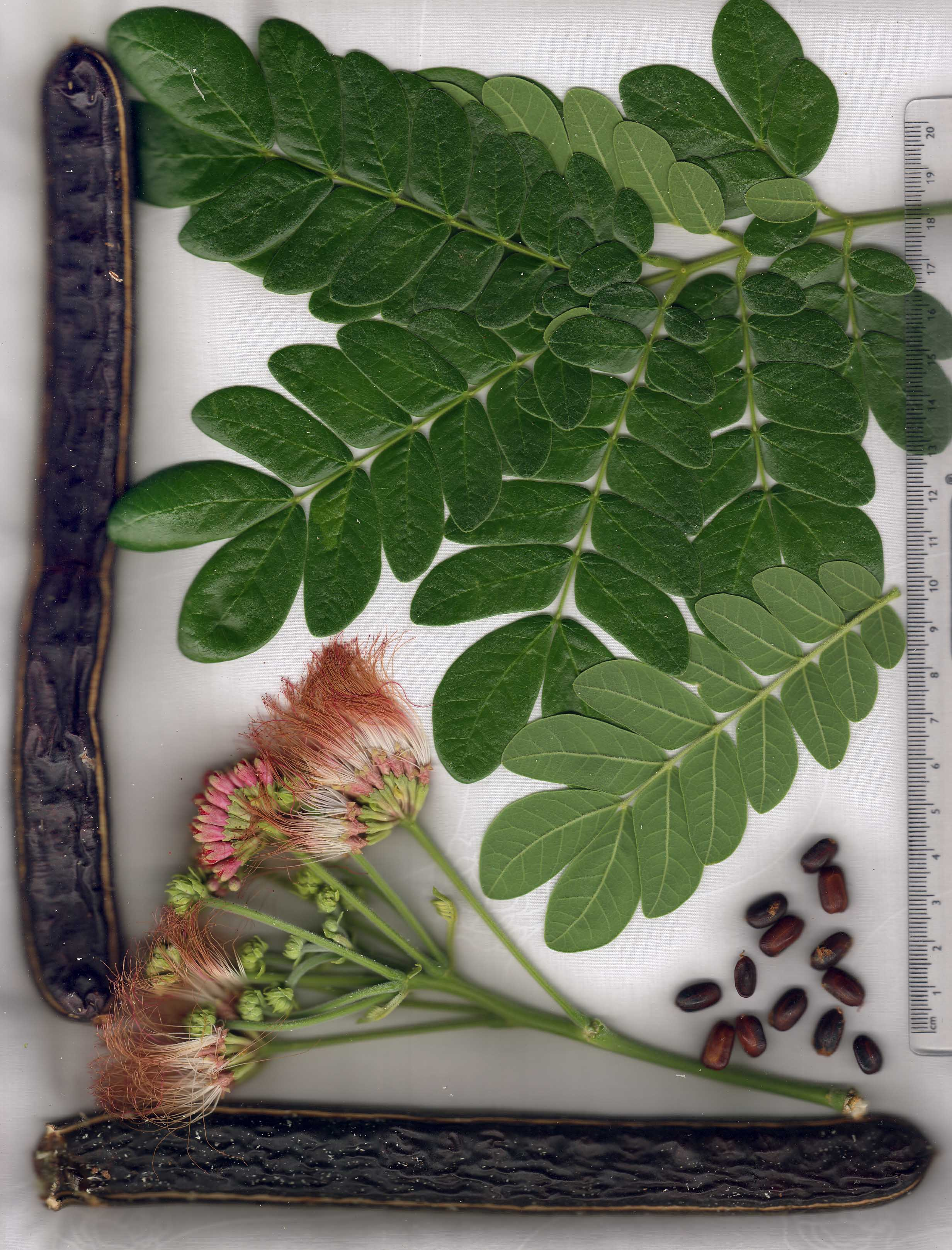
A sámánfa virágai, levelei, termései és magvai
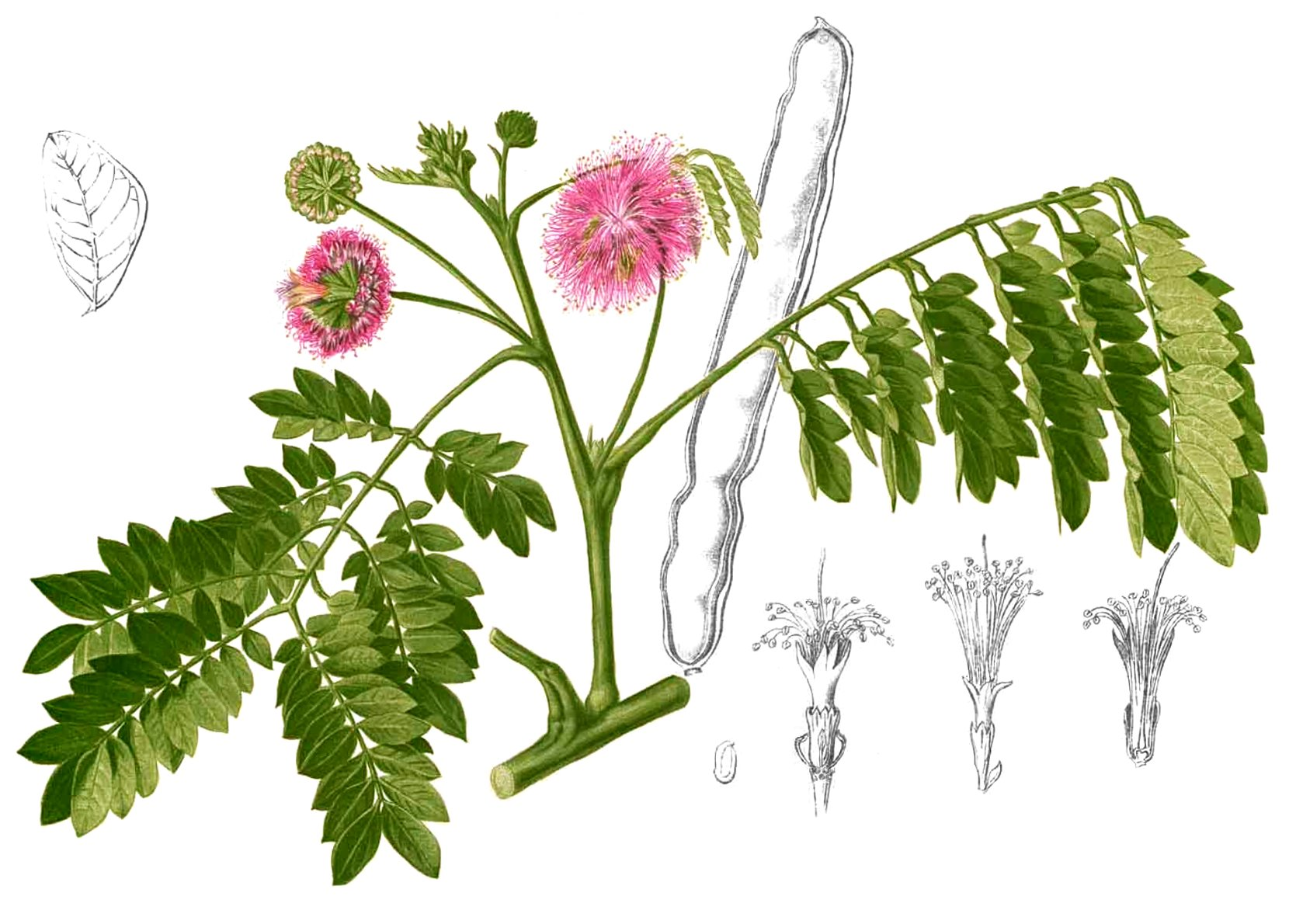
Rajz a virágról, levélről és termésről